# Bahnhofstraße 7 (Quedlinburg)

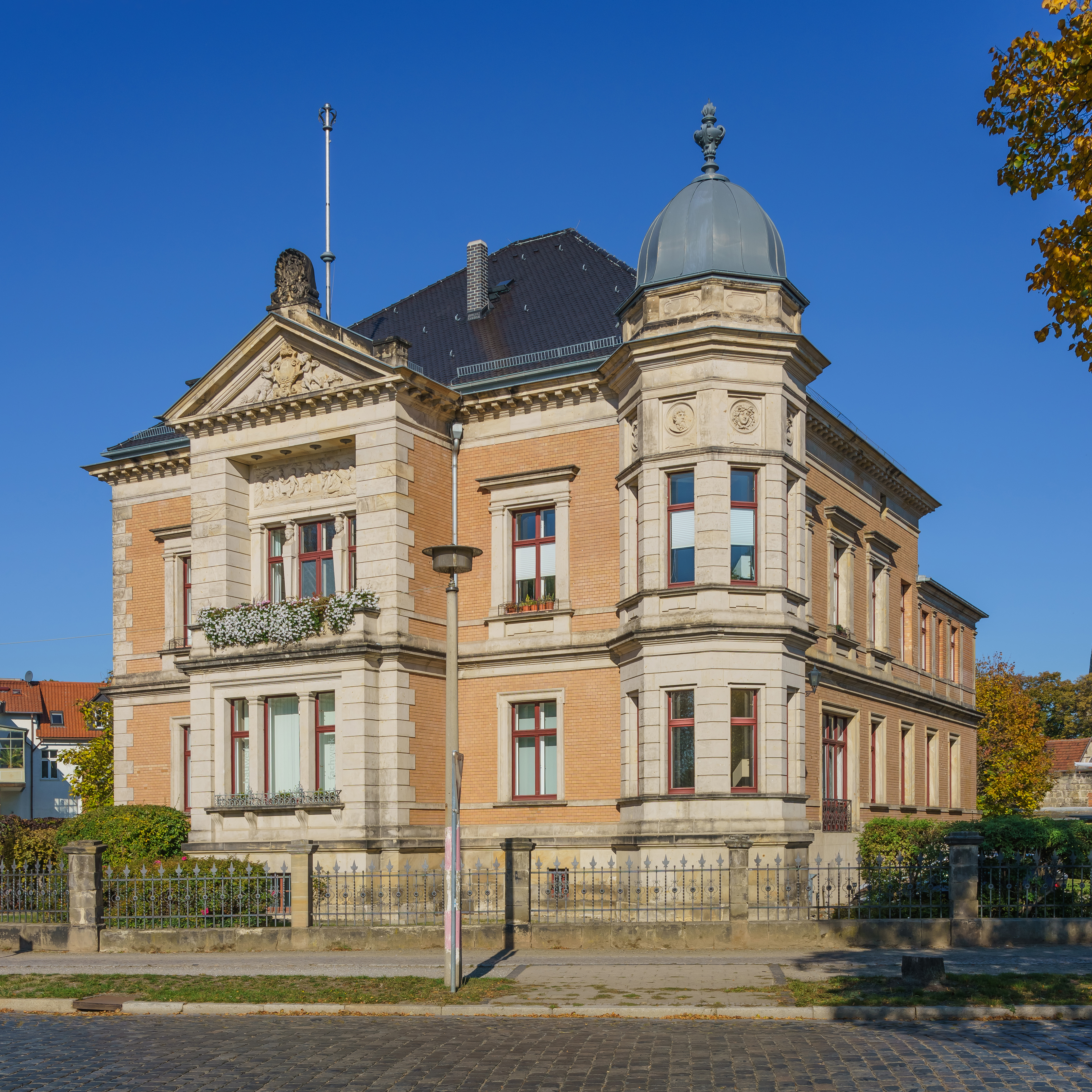
Haus Bahnhofstraße 7

Das Haus Bahnhofstraße 7 ist ein denkmalgeschütztes Gebäude in der Stadt Quedlinburg im deutschen Bundesland Sachsen-Anhalt.

## Lage
Das Gebäude ist im Quedlinburger Denkmalverzeichnis als Villa eingetragen. Sie befindet sich südöstlich der historischen Quedlinburger Altstadt am südöstlichen Ende der Bahnhofstraße an der Ecke zur Adelheidstraße.

## Architektur und Geschichte
Die Villa entstand nach einem Entwurf des Berliner Architekten E. Hoffmann aus dem Jahr 1890 für den Kommerzienrat Hermann Vogler. Später wurde sie vom Unternehmer Paul Leder genutzt. Die Gestaltung erfolgte im Stil des Historismus. Ein an der Ostseite befindlicher Eckturm zitiert die Renaissance, der straßenseitige Mittelrisalit zeigt sich im Stil des Klassizismus. Auch die sprechende Darstellung im Giebelfeld oberhalb des Risalits ist klassizistisch gestaltet. Die Fassade der Villa besteht aus roten Klinkern.
Zum Baudenkmal gehört auch die aus Sandsteinpfeilern gebildete Grundstückseinfriedung.